# El Terrero, Benito Juárez
El Terrero är en ort i Mexiko.   Den ligger i kommunen Benito Juárez och delstaten Veracruz, i den sydöstra delen av landet, 190 km nordost om huvudstaden Mexico City. El Terrero ligger 380 meter över havet och antalet invånare är 226.
Terrängen runt El Terrero är kuperad. Runt El Terrero är det ganska tätbefolkat, med 56 invånare per kvadratkilometer. Närmaste större samhälle är Benito Juárez, 3,1 km öster om El Terrero. Trakten runt El Terrero består till största delen av jordbruksmark.